# Janiki Wielkie
Janiki Wielkie [jaˈniki ˈvjɛlkʲɛ] (tiếng Đức Groß Hanswalde) là một ngôi làng thuộc khu hành chính của Gmina Zalewo, thuộc hạt Iława, Warmian-Masurian Voivodeship, ở miền bắc Ba Lan.